# Соболевское
Соболевское — село, административный центр Соболевского сельского поселения Верхнеуслонского района республики Татарстан Российской Федерации.

## История
Село Соболевское основано в 1786 г. донскими казаками староверами, получившими за ратные успехи и верность законной власти во время пугачевского бунта земли на берегу реки Свияги. До 1930-х годов в селе Соболевском был женский иноческий скит и действующая старообрядческая церковь Тихвинской иконы Пресвятыя Богородицы, официально именовавшаяся, как полагалось в те времена, моленной. Последний священник, служивший в ней, о. Григорий Михайлов был расстрелян за победу в диспуте с безбожниками. В советское время здание церкви использовалось под зерноток, постепенно разрушалось и, когда пришло в совершенную негодность, было разобрано на кирпичи. Теперь на месте прежнего, на средства выходца из села, благотворителя Владимира Перепеченого, построен новый каменный храм. Настоятель храма священник Русской Православной Старообрядческой Церкви о. Владимир Савельев. Ныне в селе действует молодёжный христианский лагерь.